# Xương chua
Xương chua hay còn gọi bụp xước (danh pháp khoa học: Hibiscus surattensis) là một loài thực vật có hoa trong họ Cẩm quỳ. Loài này được Carl von Linné mô tả khoa học đầu tiên năm 1753.
Ngọn và lá non chua, thường được cho vào ca-ri hoặc nấu với các món canh chua nấu thủy sản. Cây mọc bụi ven đường, ven rừng, nương rẫy bỏ hoang, phân bổ đai cao dưới 1200m.